# 레이-오스테리스 복합도형검사
레이-오스테리스 복합도형검사(Rey–Osterrieth complex figure test ,ROCF)는 수험자가 복잡한 선 그리기를 먼저 복사(인식)한 다음 기억만으로 그림 (회상)의 복잡한 선 그리기를 재현하도록 시험진행자로부터 요청받는 신경 심리학적 평가이다. 정확한 수행을 위해서는 다양한 인지 능력이 필요하며, 따라서 이 테스트를 통해 시공간 능력(Spatial visualization ability), 기억력(memory), 주의력(attention), 계획(planning), 작업 기억(working memory) 및 실행 기능(executive functions)과 같은 다양한 기능을 평가할 수 있다. 1941년 스위스 심리학자 안드레 레이(André Rey)가 처음 제안하고 1944년 폴-알렉산더 오스테리스(Paul-Alexandre Osterrieth)에 의해 표준화되었으며, 신경계 환자에서 뇌 손상의 이차 효과를 추가로 설명하거나 치매의 존재 여부를 테스트하거나 아이들의 인지 발달의를 연구하는 데 자주 사용된다.

## 주요 조건들의 예
-복사(copy) : 복사 조건에서 수험자에게 종이와 연필을 주고 자극 수치(그림)를 5~10초 동안 수행자가 잘 볼 수 있도록 앞에 놓는다. 수행자(또는 수험자)는 자신의 능력을 최대한 발휘하여 그림을 재현한다. 테스트에는 시간이 지정되지 않지만 그림을 복사하는 데 필요한 시간이 관찰된다. 일부 기록자(또는 시험진행자)는 디자인 요소가 재현된 순서를 기록하기 위해 일련의 색연필을 사용한다. 그러나 색상을 사용하면 테스트의 특성이 바뀌고 피험자(수행자)가 그림을 더 쉽게 기억할 수 있다는 우려 때문에 현재 테스트 매뉴얼에서는 이를 수행하지 말아야한다고 제안한다. 대신 평가자는 수험자가 사용하는 프로세스에 대해 메모해야 한다. 복사가 완료되면 자극 수치와 수험자의 사본이 보기에서 제거된다.
-즉시 회상(Immediate recall) : 이어서 곧 수험자는 기억에서 그림을 재현하도록 요청받는다.
-지연된 회상(Delayed recall,지연 리콜) : 더 긴 지연 (20-30 분) 후에 수험자는 다시 기억에서 그림을 그리도록 요청받을 수 있다. 수험생은 기억에서 그림을 그리도록 요청받을 것이라고 미리 말하지 않는다. 따라서 즉시 및 지연 리콜 조건은 부수적 메모리 테스트이다. 각 사본은 18개의 특정 디자인 요소의 정확한 재현 및 배치를 위해 점수가 매겨진다. 또한 시험진행자는 과제에 대한 수험자의 접근 방식과 명백한 전략 사용의 효과에 대한 정성적 관찰을 기록할 수 있다.

## 같이 보기
- 신경심리검사
- 벤더도형검사